# Eric Maxim Choupo-Moting
Jean-Eric Maxim Choupo-Moting (Hamburg, 1989. március 23. –) német születésű, kameruni válogatott labdarúgó, a Bayern München játékosa. Posztját tekintve csatár.

## Pályafutása

### Korai évek
Choupo-Moting Hamburgban, Németországban született. Édesapja kameruni, édesanyja német származású és már korán elkezdett ismerkedni a futballal. A Teutonia 05, az Altona 93 és az FC St. Pauli ifjúsági csapataiban játszott, mielőtt 2004-ben csatlakozott volna a Hamberger SV gárdájához. Félig profi játékosként a Hamburger SV II-ben játszott a Német negyedosztály északi csoportjában. 2007-ben felkerült az első kerethez.

### Hamburger SV
2007. augusztus 11-én debütált a Bundesligában csereként a 69. perben a Hannover 96 ellen. Mindent elkövetett, hogy stabilan bekerüljön a Martin Jol által vezetett csapatba, ezért fejlődése szempontjából a 2009–10-es szezont kölcsönben az 1. FC Nürnberg együttesében töltötte, ahol 6 gólig és 27 gólpasszig jutott, hozzájárulva, hogy a nürnbergiek megőrizhessék élvonalbeli tagságukat. A 2010–11-es évadra visszatárt Hamburgba, de ott továbbra sem számoltak vele, ezért januárban megpróbálták kölcsönadni az 1. FC Köln gárdájának, de a különböző okmányok és papírok nem érkeztek meg időben a Német labdarúgó-szövetséghez, ezért a megállapodás nem született meg, és az év további részét a tartalékoknál töltötte.

### Mainz 05
2011. május 18-án hároméves szerződést írt alá az 1. FSV Mainz 05-höz és ingyen válthatott klubot, mivel szerződése lejárt Hamburgban. A 2011–12-es bajnokságban rendszeresen stabil kezdő volt és 10 gólt szerzett a német élvonalban. A 2012–13-as évad nagy részét kihagyni kényszerült térdsérülése miatt és csak 9 alkalommal lépett pályára. 2013–14-es szezonra teljesen felépült és megint elképesztő ütemben termelte a gólokat. 32 mérkőzésén 10 találatot ért el, így segítve a Mainzot az év végi 7. helyéhez, amivel részvételi jogot szereztek a második számú európai kupasorozat, az Európa-liga következő kiírásába, de később úgy döntött, hogy nem hosszabbítja meg a lejáró kontraktusát az egyesülettel.

### Schalke 04
Miután megállapodása lejárt Mainzban az FC Schalke 04 2014. július 5-én bejelentette, hogy 2017. június 30-ig szerződtették a csatárt. A 13-as mezszámot kapta meg.
2014. december 6-án mesterhármasat vágott a VfB Stuttgart gárdájának a 4–0-ra megnyert találkozón.

### Stoke City
2017. augusztus 7-én úgy döntött, hogy elhagyja a német bajnokságot és hároméves szerződést kötött az angol Stoke City FC-vel. 2017. augusztus 12-én mutatkozott be a Premier League-ben az Everton ellen. 2017. szeptember 9-én mindkét gólt ő szerezte a Manchester United elleni, 2–2-re végződő meccsen és a BBC Sport szavazásán ő lett a "mérkőzés embere". Az Everton elleni második mérkőzésen a becserélése után mindössze öt perccel már gól szerzett, de ezalatt megsérült és a csapata végül 2–1-re kikapott a liverpooli kékektől. A 2017–18-as kiírásban mindent figyelembe véve 32 összecsapáson 5 találatot jegyzett, de a Stoke City az év végén kiesett a másodosztályba.

### Paris Saint-Germain
2018. augusztus 31-én ingyen igazolt a francia sikercsapathoz, a Paris Saint-Germain FC-hez. A klub színeiben először 2018. szeptember 18-án debütált egy Bajnokok Ligája mérkőzésen, melyen 3–2 arányban vereséget szenvedtek a Livepool-tól, majd öt nappal később a francia élvonalban (Ligue 1) is megejtette az első pályára lépését a Rennes ellen. 2019. április 7-én olyan hibát követett el, amelyet ritkán látni futballpályán. A Strasbourg elleni összecsapáson ő szerezte a fővárosiak első gólját, majd csapattársa, Christopher Nkunku jobb oldalról ívelt be középre a kapuba és a 28. perben olyan rosszul ért bele a labdába, hogy pont félig a gólvonalon állt meg, így nem adták meg találatnak. A meccs 2–2-vel ért véget és később több szakportáltól és újságtól is komoly kritikákat kapott.
2019. augusztus 25-én a 16. perben állt be a sérült Edinson Cavani helyére és két gól is szerzett a Touluse elleni 4–0-s hazai sikerben; első gólja egy "szólózás" után átvert 4 védőt is, majd közel a kapuba lőtte a labdát.
A 2019–20-as Bajnokok Ligája negyeddöntőjében az olasz Atalanta ellen a 93. percben meglőtte a győztes gólt, amivel továbbjuttatta az elődöntőbe a klubját. A mérkőzés 2–1-es eredménnyel ért véget. A szezon végén lejáró szerződését nem hosszabbította meg a párizsi klub, így Choupo-Moting szabadon igazolható játékos lett.

### Bayern München
2020. október 5-én egyéves szerződést írt alá a Bayern Münchenhez. 2020. október 17-én az Arminia Bielefeld elleni mérkőzésen mutatkozott be a 86. percben Lewandowski cseréjeként, a mérkőzést végül 4–1-re az új klubja nyerte meg. Első gólját a bajnokságban a Köln csapata ellen szerezte meg 2021. február 27-én. A mérkőzést 5–1-re a Bayern nyerte meg.
Első fél Müncheni szezonjában huszonkét bajnoki mérkőzésén három gólt szerzett, mellyel meggyőzte a vezetőséget és 2021. június 4-én 2 éves szerződés hosszabbítást írt alá az új klubjában 2023. június 30-ig.

### A válogatottban
Németország
Mivel rendelkezik német útlevéllel és édesanyja révén német származású és születésű ezért bekerült a Német U19-es korosztályos-válogatott 2008-as U19-es Európa-bajnokság selejtezőire nevezett keretébe, továbbá szerepelt a 2011-es U21-es Európa-bajnokságon is.
Kamerun
2010. május 11-én megkapta első meghívóját a kameruni felnőtt nemzeti válogatottba és már az afrikai országot képviselve ott volt a 2010-es és a 2014-es világbajnokságon. 2017. január 3-án bejelentette, hogy nem vesz részt a 2017-es Afrikai nemzetek kupáján.

## Statisztikái

### Klubokban
2020. augusztus 12-én frissítve.
| Klub                        | Szezon           | Liga                 | Liga  | Liga | Kupa  | Kupa | Ligakupa | Ligakupa | Európa | Európa | Egyéb | Egyéb | Összesen | Összesen |
| Klub                        | Szezon           | Bajnokság            | Mérk. | Gól  | Mérk. | Gól  | Mérk.    | Gól      | Mérk.  | Gól    | Mérk. | Gól   | Mérk.    | Gól      |
| --------------------------- | ---------------- | -------------------- | ----- | ---- | ----- | ---- | -------- | -------- | ------ | ------ | ----- | ----- | -------- | -------- |
| Hamburger SV II             | 2006–07          | Regionalliga Nord    | 12    | 1    | —     | —    | —        | —        | —      | —      | —     | —     | 12       | 1        |
| Hamburger SV II             | 2007–08          | Regionalliga Nord    | 8     | 0    | —     | —    | —        | —        | —      | —      | —     | —     | 8        | 0        |
| Hamburger SV II             | 2008–09          | Regionalliga Nord    | 2     | 0    | —     | —    | —        | —        | —      | —      | —     | —     | 2        | 0        |
| Hamburger SV II             | 2009–10          | Regionalliga Nord    | 2     | 0    | —     | —    | —        | —        | —      | —      | —     | —     | 2        | 0        |
| Hamburger SV II             | 2010–11          | Regionalliga Nord    | 7     | 0    | —     | —    | —        | —        | —      | —      | —     | —     | 7        | 0        |
| Hamburger SV II             | Összesen         | Összesen             | 31    | 1    | —     | —    | —        | —        | —      | —      | —     | —     | 31       | 1        |
| Hamburger SV                | 2007–08          | Bundesliga           | 13    | 0    | 3     | 1    | —        | —        | 6      | 2      | 1     | 0     | 23       | 3        |
| Hamburger SV                | 2008–09          | Bundesliga           | 0     | 0    | 0     | 0    | —        | —        | 0      | 0      | —     | —     | 0        | 0        |
| Hamburger SV                | 2009–10          | Bundesliga           | 0     | 0    | 1     | 0    | —        | —        | 1      | 0      | —     | —     | 2        | 0        |
| Hamburger SV                | 2010–11          | Bundesliga           | 10    | 2    | 2     | 0    | —        | —        | —      | —      | —     | —     | 12       | 2        |
| Hamburger SV                | Összesen         | Összesen             | 23    | 2    | 6     | 1    | —        | —        | 7      | 2      | 1     | 0     | 37       | 5        |
| 1. FC Nürnberg (kölcsönben) | 2009–10          | Bundesliga           | 25    | 5    | 1     | 0    | —        | —        | —      | —      | 2     | 1     | 28       | 6        |
| 1. FC Nürnberg (kölcsönben) | Összesen         | Összesen             | 25    | 5    | 1     | 0    | —        | —        | —      | —      | 2     | 1     | 28       | 6        |
| Mainz 05                    | 2011–12          | Bundesliga           | 34    | 10   | 3     | 0    | —        | —        | 1      | 0      | —     | —     | 38       | 10       |
| Mainz 05                    | 2012–13          | Bundesliga           | 8     | 0    | 1     | 1    | —        | —        | —      | —      | —     | —     | 9        | 1        |
| Mainz 05                    | 2013–14          | Bundesliga           | 32    | 10   | 2     | 1    | —        | —        | —      | —      | —     | —     | 34       | 11       |
| Mainz 05                    | Összesen         | Összesen             | 74    | 20   | 6     | 2    | —        | —        | 1      | 0      | —     | —     | 81       | 22       |
| Mainz 05 II                 | 2012–13          | Regionalliga Südwest | 2     | 0    | —     | —    | —        | —        | —      | —      | —     | —     | 2        | 0        |
| Mainz 05 II                 | Összesen         | Összesen             | 2     | 0    | —     | —    | —        | —        | —      | —      | —     | —     | 2        | 0        |
| Schalke 04                  | 2014–15          | Bundesliga           | 31    | 9    | 1     | 0    | —        | —        | 8      | 1      | —     | —     | 40       | 10       |
| Schalke 04                  | 2015–16          | Bundesliga           | 28    | 6    | 2     | 0    | —        | —        | 6      | 3      | —     | —     | 36       | 9        |
| Schalke 04                  | 2016–17          | Bundesliga           | 23    | 3    | 2     | 0    | —        | —        | 5      | 0      | —     | —     | 30       | 3        |
| Schalke 04                  | Összesen         | Összesen             | 82    | 18   | 5     | 0    | —        | —        | 19     | 4      | —     | —     | 106      | 22       |
| Stoke City                  | 2017–18          | Premier League       | 30    | 5    | 1     | 0    | 1        | 0        | —      | —      | —     | —     | 32       | 5        |
| Stoke City                  | Összesen         | Összesen             | 30    | 5    | 1     | 0    | 1        | 0        | —      | —      | —     | —     | 32       | 5        |
| Paris Saint-Germain         | 2018–19          | Ligue 1              | 22    | 3    | 4     | 0    | 1        | 0        | 4      | 0      | —     | —     | 31       | 3        |
| Paris Saint-Germain         | 2019–20          | Ligue 1              | 9     | 3    | 3     | 1    | 2        | 1        | 4      | 1      | —     | —     | 18       | 6        |
| Paris Saint-Germain         | Összesen         | Összesen             | 31    | 6    | 7     | 1    | 3        | 1        | 8      | 1      | —     | —     | 49       | 9        |
| Karrier összesen            | Karrier összesen | Karrier összesen     | 298   | 57   | 26    | 4    | 4        | 1        | 35     | 7      | 3     | 1     | 366      | 70       |

### A válogatottban
2019. július 12-én frissítve.
| Nemzet   | Év       | Mérkőzés | Gól |
| -------- | -------- | -------- | --- |
| Kamerun  |          |          |     |
| 2010     | 6        | 2        |     |
| 2011     | 7        | 2        |     |
| 2012     | 6        | 5        |     |
| 2013     | 3        | 0        |     |
| 2014     | 12       | 3        |     |
| 2015     | 7        | 0        |     |
| 2016     | 2        | 1        |     |
| 2017     | 2        | 0        |     |
| 2018     | 4        | 1        |     |
| 2019     | 5        | 1        |     |
| Összesen | Összesen | 54       | 15  |

## Sikerei, díjai

### Klubcsapatokban
Paris Saint-Germain
- Francia bajnok: 2018–19, 2019–20[32]
- Francia kupa: 2019–20

### Egyéni elismerései
- Fritz Walter-medál – ezüst (U18): 2007[33]